# Cratere Brashear (Luna)
Brashear è un cratere lunare di 60,16 km situato nella parte sud-orientale della faccia nascosta della Luna.
Il cratere è dedicato all'astronomo statunitense John Alfred Brashear.

## Crateri correlati
Alcuni crateri minori situati in prossimità di Brashear sono convenzionalmente identificati, sulle mappe lunari, attraverso una lettera associata al nome.
| Brashear | Coordinate             | Diametro (in km) |
| -------- | ---------------------- | ---------------- |
| P        | 76°22′12″S 176°19′12″W | 68,65            |